# Mukucs-patak
A Mukucs-patak vagy Mukus az Alpokalja területén, Rádóckölked településtől délre ered, Vas vármegyében. A patak forrásától kezdve előbb keletnek, majd déli-délkeleti irányban halad tovább. A patak Egyhazasrádóctól délre vág át a 86-os főút alatt. Egyházashollósnál torkollik belé a Füzes-árok. Ezt követően a patak átfolyik a 8-as főút alatt. Végül Egyházashollósnál éri el, déli irányban folyva a Rábát.

## Part menti települések
- Rádóckölked
- Egyházasrádóc
- Egyházashollós